# La Chasse au lion (Delacroix)
Pour les articles homonymes, voir La Chasse au lion.
Ne doit pas être confondu avec La Chasse aux lions.
La Chasse au lion est un tableau réalisé par le peintre français Eugène Delacroix en 1860-1861. Cette huile sur toile orientaliste est une scène de genre qui représente une chasse au lion au cours de laquelle deux fauves ont pris le dessus sur certains de leurs assaillants, l'un de leurs deux chevaux étant renversé sur le flanc. L'œuvre est conservée à l'Art Institute of Chicago, à Chicago, dans l'Illinois, aux États-Unis.